# Statische Arbeit
Statische Arbeit (oder statische Muskelarbeit, Haltearbeit) in der Arbeitswissenschaft eine Art der Muskelarbeit, bei der ein Muskel über längere Zeit gegen die Schwerkraft arbeitet, ohne dass es zu einer Bewegung der Gliedmaßen kommt. Gegensatz ist die dynamische Arbeit.
Wenn Muskeln lediglich Spannungsänderungen durchführen, ohne dass es zu einer Änderung ihrer Länge kommt, liegt eine isometrische Kontraktion und gleichzeitig statische Muskelarbeit vor. Die menschlichen Gliedmaßen sind durch ihre strahlige, mehrfach durch Gelenke unterbrochene Gestalt als Hebelwerkzeug für dynamische Arbeit konstruiert; die statische Arbeit ist für den Bewegungsapparat unökonomisch und widerspricht seinem Konstruktionsprinzip. Die Muskeln führen statische Arbeit aus, wenn sie eine bestimmte Körperhaltung eingenommen haben und diese nicht mehr verändert wird. Beispielhaft kann einfaches Stehen oder das Tragen eines Gegenstandes genannt werden. Durch die anhaltende Kontraktion werden die Muskeln ungenügend durchblutet. Die Mangeldurchblutung führt zur Ermüdung und einem Leistungsabbruch. 

## Überblick
Unterschieden wird in der Arbeitswissenschaft zwischen statischer und dynamischer Muskelarbeit:
- Statische Muskelarbeit ist die Haltearbeit eines Muskels über längere Zeit gegen die Schwerkraft ohne Bewegung der Gliedmaßen (Beispiel: Tragen eines Gewichts auf der Ebene, also etwa das Heben eines Gegenstandes). Da keine Bewegung erfolgt, liegt keine physikalische Arbeit vor.
- Dynamische Muskelarbeit ist der rasche Wechsel von Muskelkontraktion und Erschlaffung der Muskeln. Sie ist wegen besserer Durchblutung weniger ermüdend als die statische (Beispiel: Hochheben eines Gewichts auf der Ebene).

  - Konzentrische Muskelarbeit erfolgt durch Annäherung von Ursprung und Ansatz,
  - bei der exzentrischen Muskelarbeit entfernen sich Ursprung und Ansatz unter Muskelspannung.[3]

In beiden Fällen liegt eine hohe Arbeitsbelastung vor, weil Muskelarbeit mit Anstrengung verbunden ist.

## Folgen
Die isometrische Kontraktion der Haltemuskeln führt zu einer Einschränkung der Durchblutung infolge einer Kapillarkompression, so dass sich ein Sauerstoffmangel und als dessen Folge eine rasche Ermüdung ergibt. Dafür können größere Kräfte erzeugt werden als bei der isotonischen Kontraktion.
Um die Dauerleistungsgrenze nicht zu überschreiten und schnelles Ermüden zu verhindern, darf nicht mehr als 10 % der persönlichen Muskelkraft für die statische Arbeit erbracht werden.